# Silent Company
Silent Company – to drugi album studyjny (LP) australijskiego power metalowego zespołu Black Majesty. Muzyka na nim zawarta to szybki, melodyjny power metal, przypominający dokonania Helloween, Gamma Ray, czy pierwsze albumy Edguy, z domieszką metalu progresywnego. Zespół zarejestrował również własną wersję utworu Jon'a English'a – Six Ribbons.

## Lista utworów
1. Dragon Reborn (6:05)
2. Silent Company (4:28)
3. Six Ribbons (3:22)
4. Firestorm (5:27)
5. New Horizons (5:28)
6. Darkened Room (5:13)
7. Visionary (4:46)
8. Never Surrender (4:36)
9. A Better Way To Die (7:37)

wszystkie utwory (oprócz "Six Ribbons") napisał Black Majesty

## Twórcy

### Główni muzycy
- John Cavaliere – śpiew
- Stevie Janevski – gitara
- Hanny Mohamed – gitara
- Pavel Konvalinka – perkusja

### Muzycy dodatkowi
Evan Harris (Eyefear) – gitara basowa
Endel Rivers – instrumenty klawiszowe
Jason Old – boczny śpiew w utworach: "Silent Company", "Firestorm", "New Horizons", "Visionary", "Darkened Room"
Susie Goritchan: boczny śpiew w utworach: "Six Ribbons" i "Silent Company"

## Informacje o albumie
Silent Company został nagrany i zmixowany w PalmStudios (Melbourne). Nagranie perkusji odbyło się w K.A.R.O Studios (Niemcy) przy udziale znanego producenta muzycznego oraz lidera Iron Savior – Piet'a Sielck'a. Za inżynierie, mixy i produkcje odpowiada Endel Rivers. Mastering albumu wykonał Christian Schmid w Music Factory (Niemcy). Projekt i wykonanie okładki zdobiącej album należy do Dirka Illinga. Fotografie muzyków zamieszczone w książeczce wykonał Allen Moore.